# Amber Barrett
Amber Barrett (Milford, 16 januari 1996) is een Iers voetbalspeelster. Ze speelt als aanvaller voor Standard Luik in de Super League.

## Clubcarrière
Barrett's vader Shaun Paul Barett was als trainer werkzaam bij verschillende clubs van Donegal GAA, net als haar broer Luke. Een andere broer van haar, Milton, werkte ook in Milford.
In het laatste jaar van haar opleiding tot leraar aan de Universitieit van Maynooth, moest Barrett door een klierkoorts kiezen tussen een carrière in gaelic football of voetbal. In 2017 werd ze in de Women's National League uitgeroepen tot speelster van het jaar en topscorer van het 2017 seizoen. In het seizoen 2018 eindigde in dezelfde verkiezing op de tweede plaats achter Rianna Jarrett, maar werd ze wel opnieuw topscoorster met 30 doelpunten, waaronder 7 hattricks, in 21 competitiewedstrijden.
In 2019 maakte Barrett de overstap naar het Duitse 1. FC Köln dat het seizoen daarvoor naar de Bundesliga was gepromoveerd. Ze speelde drie jaar in Keulen totdat ze in juli 2022 verhuisde naar competitiegenoot Turbine Potsdam.
Barrett verliet in 2023 Duitsland en stapte over naar het Belgische Standard Luik actief in de Super League.

## Statistieken
| Seizoen | Club                   | Land      | Competitie | Wedstrijden | Doelpunten |
| ------- | ---------------------- | --------- | ---------- | ----------- | ---------- |
| 2019/20 | 1. FC Köln             | Duitsland | Bundesliga | 14          | 2          |
| 2020/21 | 1. FC Köln             | Duitsland | Bundesliga | 16          | 10         |
| 2021/22 | 1. FC Köln             | Duitsland | Bundesliga | 18          | 4          |
| 2022/23 | 1. FFC Turbine Potsdam | Duitsland | Bundesliga | 17          | 0          |
| Totaal  | Totaal                 | Totaal    | Totaal     | 65          | 16         |

Laatste update: 10 februari 2025

## Interlandcarrière
Barrett maakte haar debuut voor het Ierse nationale team door in te vallen in een 2-0 overwinning op Noord-Ierland in een kwalificatiewedstrijd voor het WK 2019 in Mourneview Park in Lurgan. In november 2017 stond ze in de basis in een 0-0 gelijkspel tegen Nederland.
In april 2018 maakte Barrett het winnende doelpunt in een 2-1 overwinning op Slowakije in het Tallaght Stadium. De overwinning hield Ierland  in de race voor kwalificatie voor het WK 2019.
Op 11 oktober 2022 maakte Barrett de enige en winnende treffer in een 1-0 overwinning op Schotland. Door dit doelpunt wist Ierland voor het eerst in de geschiedenis van het vrouwenvoetbal zich te plaatsen voor het WK 2023 in Australië en Nieuw-Zeeland. De Nederlandse bondscoach Vera Pauw nak Barrett op in haar selectie voor op dit eindtoernooi. In het tweede groepsduel maakte ze haar WK-debuut door in te vallen voor Kyra Carusa in de 65ste minuut tegen Canada.